# Districtul Dachau
Districtul Dachau este un district rural (germană: Landkreis) din regiunea administrativă Bavaria Superioară, landul Bavaria, Germania.

## Orașe și comune
| orașe 1. Dachau (39.922) comune (târg) 1. Altomünster (7.191) 2. Markt Indersdorf (9.185) | comune 1. Bergkirchen (6.980) 2. Erdweg (5.702) 3. Haimhausen (4.700) 4. Hebertshausen (5.049) 5. Hilgertshausen-Tandern (3.188) 6. Karlsfeld (18.064) 7. Odelzhausen (4.182) 8. Petershausen (5.996) 9. Pfaffenhofen a.d.Glonn (1.729) 10. Röhrmoos (6.273) 11. Schwabhausen (5.928) 12. Sulzemoos (2.555) 13. Vierkirchen (4.214) 14. Weichs (3.161) |